# Platypalpus leucocephalus
Platypalpus leucocephalus är en tvåvingeart som först beskrevs av Roser 1840.  Platypalpus leucocephalus ingår i släktet Platypalpus och familjen puckeldansflugor. Inga underarter finns listade i Catalogue of Life.